# Лептура чотирисмуга
Тонкохвістка чотрисмуга (лат. Leptura quadrifasciata Linnaeus, 1758 = Leptura apicalis Curtis, 1831 = Leptura apicata Stephens, 1839 = Leptura calcarata Panzer, 1798 nec Olivier, 1790 = Leptura octomaculata DeGeer, 1775 = Strangalia quadrifasciata (Linnaeus) Mulsant, 1863) — рід жуків з родини Скрипунових.

## Поширення
L. quadrifasciata – транспалеарктичний вид, є геоелементом палеарктичного комплексу. Вид поширений від Європи до Сибіру.
В Карпатах — це звичайний, місцями масовий вид. 

## Екологія
Літ розпочинається в третій декаді червня і триває до кінця серпня, з максимумом в першій декаді серпня. В передгір’ях літ триває з кінця червня до другої половини липня. Жуки зустрічаються на квітах гадючника – в горах, та анґеліки лісової й оману високого (Inula helenium L.) – в рівнинній частині. L. quadrifasciata – характерна для листяних лісових формацій. Личинка розвивається у деревині листяних порід, таких як: береза, осика, бук, граб та інші. 

## Морфологія

### Імаго
Довжина жука сягає 11-20 мм. Фонове забарвлення тіла – чорне. Надкрила червоно-рудого кольору з чорними основами, швом, вершинами, крайовою облямівкою та трьома перев’язями. Ноги та вусики чорні, у самок кінчики вус руді, іноді частково руді й передні ноги.

## Життєвий цикл
Життєвий цикл триває 2 роки.